# 1840 في باراغواي
فيما يلي قوائم الأحداث التي وقعت خلال عام 1840 في باراغواي.

## سياسة

### تعيين في المنصب
- 1 يناير – مانويل انطونيو اورتيز رؤساء باراغواي.

## مواليد

### أكتوبر
- 28 أكتوبر – خوان باوتيستا جيل سياسي باراغواياني.

## وفيات

### سبتمبر
- 20 سبتمبر – خوسيه رودريغيز غاسبار دي فرنسا (مواليد 1766)[1]